# 石川香
石川 香（いしかわ かおり､1967年2月2日 - ）は、日本の実業家、タレント。株式会社正コーポレーションの創業者､代表取締役社長。パワーピット所属。愛称は､ブスママ。神奈川県出身。

## 来歴､人物
幼少は、子役としてドラマやCMに出演した。女優を志していたが､仕事が回ってこず､銀座のクラブでアルバイトしようと、友人3人と面接を受けるも石川だけ不合格。その日のうちに30件のクラブを回り､働き先を見つける。しかし、最初についた客が、「なんでこんなブスをつけるんだよ」と店長に激怒。銀座ではもう働けないと思い､家に帰ったが､父親に励まされ､再び銀座へ。ナンバー1ホステスに上り詰めた。
28歳で独立、現在は､株式会社正コーポレーションを設立。銀座にクラブを回り3店舗経営するほか、飲食業や教育支援業にも参入している。

## 著書
- 『銀座一のブスママが明かすビジネス成功法則』
- 『銀座の常識を破る逆転の法則ブスの「チカラ」』